# Toride

Toride (取手市 Toride-shi?) este un municipiu din Japonia, prefectura Ibaraki.